# 锡金蒲公英
锡金蒲公英（学名：Taraxacum sikkimense）为菊科蒲公英属的植物。分布于锡金、尼泊尔、巴基斯坦以及中国大陆的西藏、云南、四川、青海等地，生长于海拔2,800米至4,800米的地区，一般生长在山坡草地或路旁，目前尚未由人工引种栽培。